# 5e gala des prix Félix
Les Lauréats des prix Félix en 1983, artistes québécois œuvrant dans l'industrie de la chanson, ont reçu leurs récompenses à l'occasion du cinquième Gala de l'ADISQ, animé par Yvon Deschamps et qui eut lieu le 30 octobre 1983.

## Interprète masculin de l'année
- Claude Dubois

Autres nommés: Normand Brathwaite, Robert Charlebois, Jean Lapointe, Paul Piché.

## Interprète féminine de l'année
- Céline Dion

Autres nommées: Belgazou, Véronique Béliveau, Louise Portal, Martine St-Clair.

## Révélation de l'année
- Céline Dion

Autres nommés: Belgazou, Normand Brathwaite, Louise Portal, Sylvie Tremblay.

## Groupe de l'année
- Men Without Hats

Autres nommés: Corbeau, Fernand Gignac et le Ballroom Orchestra, Pied de Poule, Uzeb.

## Artiste s'étant le plus illustré hors Québec
- Diane Dufresne

Autres nommés: Céline Dion, Men Without Hats, Robert Charlebois, Nathalie Simard, Fabienne Thibeault.

## Chanson de l'année
- J't'aime comme un fou de Robert Charlebois

Autres nommées: Les talons hauts de Robert Charlebois, Le beau matou de Louise Portal, Talk about it de Belgazou, Métal de Soupir.

## Album le plus vendu
- La danse des canards de Nathalie Simard

## 45-tours le plus vendu
- Safety dance de Men Without Hats

## Album (auteur-compositeur-interprète) de l'année
- Robert Charlebois de Robert Charlebois

Autres nommés: Autopsie canalisée de Plume Latraverse, ...à frais virés de Sylvain Lelièvre, Paul Piché de Paul Piché, Portal de Louise Portal.

## Album pop de l'année
- Tellement j'ai d'amour… de Céline Dion

Autres nommés : Fernand Gignac et le Ballroom Orchestra de Fernand Gignac, Si on chantait ensemble de Jean Lapointe, Pied de poule de Pied de Poule, Nathalie Simard de Nathalie Simard, Les chants aimés de Fabienne Thibeault.

## Album rock de l'année
- Rhytm of Youth de Men Without Hats

Autres nommés: Un de La belle et la bête (Artistes variés), Tonnedebrick de Offenbach, Nanette Workman de Nanette Workman.

## Album country-western de l'année
- C'est mon histoire de Renée Martel

Autres nommés: Lévis Bouliane de Lévis Bouliane, Mon dernier de Paul Brunelle, Pauvre chérie de Marcel Martel, J'entends son violon de Michèle Richard.

## Album instrumental de l'année
- Souffle de Alain Lamontagne

## Album jazz de l'année
- Fast Emotion de Uzeb

## Album enfants de l'année
- Passe-partout vol. 4 de Passe-partout

Autres nommés: Chabicouin de Chabicouin, Le conte de l'oiseau de Dorothée Berryman et Jean Besré accompagnés de l'Orchestre symphonique de Québec, Les chansons de Tape-tambour de Tape-tambour.

## Album humour de l'année
- C'est tout seul qu'on est le plus nombreux de Yvon Deschamps

Autres nommés: Plus folle que jamais de Clémence DesRochers, Une vie dans la journée de Gérard D. Laflaque de Gérard D. Laflaque, Sol sur Seine de Sol.

## Spectacle de l'année - musique et chansons
- Hollywood/Halloween de Diane Dufresne

Autres nommés: Illégal de Corbeau, Festival international de jazz de Montréal, Nathalie et René Simard de Nathalie et René Simard.

## Spectacle humour
- La semaine des quatre jeudis des lundis des Ha! Ha! (Ding et Dong)

Autres nommés: Plus folle que jamais de Clémence DesRochers, En pleine farce de Jean Lapointe.

## Hommage
- Rose Ouellette

## Sources
Gala de l'ADISQ 1983